# Calhoun megye (Texas)
Calhoun megye az Amerikai Egyesült Államokban, azon belül Texas államban található. Megyeszékhelye és legnagyobb városa Port Lavaca. Lakosainak száma 20 106 fő (2020. április 1.). Calhoun megye Aransas, Jackson, Matagorda, Victoria és Refugio megyékkel határos.

## Népesség
A megye népességének változása:
| Lakosok száma | 21 339 | 21 372 | 21 609 | 21 806 | 21 895 | 20 106 |
|               | 2010   | 2011   | 2012   | 2013   | 2015   | 2020   |